# Posht Tang-e Cheshmeh Qolījān
Posht Tang-e Cheshmeh Qolījān (persiska: پشت تنگ چشمه قلی جان) är en ort i Iran.   Den ligger i provinsen Kermanshah, i den västra delen av landet, 500 km väster om huvudstaden Teheran. Posht Tang-e Cheshmeh Qolījān ligger 1 583 meter över havet och antalet invånare är 145.
Terrängen runt Posht Tang-e Cheshmeh Qolījān är kuperad. Runt Posht Tang-e Cheshmeh Qolījān är det ganska tätbefolkat, med 72 invånare per kvadratkilometer. Närmaste större samhälle är Javānrūd, 17,6 km norr om Posht Tang-e Cheshmeh Qolījān. Trakten runt Posht Tang-e Cheshmeh Qolījān består i huvudsak av gräsmarker.